# Engl
Engl (často psáno jako ENGL) je německá firma založená roku 1983 v Bavorsku, která se zabývá výrobou lampových kytarových aparatur. Na frankfurtském veletrhu Musikmesse v roce 1984 představila vůbec první programovatelný lampový zesilovač. Firma vešla ve všeobecnou známost poté, co pro legendárního kytaristu Ritchieho Blackmora vyrobila kytarový zesilovač přesně podle jeho potřeb, který nese i jeho jméno (ENGL Blackmore Signature E650). Ritchie Blackmore používá tento aparát od roku 1995, kdy byl na turné s kapelou Rainbow. V současné době patří mezi kytaristy, kteří jsou firemními hráči ENGL, celá řada dalších legendárních kytaristů.

## Zvuk
Zesilovače ENGL jsou navrženy především pro rockové a metalové kytaristy, což je patrné i ze soupisky firemních hráčů. Tyto zpravidla vícekanálové zesilovače disponují velmi silným a konkrétním zkreslením, dražší modely navíc poskytují pokročilé funkce, jako například šumovou bránu (neboli noise-gate), MIDI rozhraní nebo vícero efektových smyček. Někdy se v souvislosti s charakterem zkreslení mluví o specifickém „englovském“ zvuku, který se v kapele snadno prosadí. Aparáty ENGL jsou ovšem do velké míry univerzální a nelze říci, že by byly vhodné pouze do tvrdších hudebních žánrů.
Engl aparatury jsou u uživatelů velmi oblíbené pro svou spolehlivost a vysokou životnost.

## Významní firemní hráči
- Victor Smolski (Rage)
- Ritchie Blackmore (ex-Deep Purple, Rainbow, Blackmore's Night)
- Steve Morse (Deep Purple, Dixie Dregs)
- Jeff Loomis (Nevermore)
- Paul Stanley (Kiss)
- Marty Friedman (Megadeth)
- Scott Gorham (Thin Lizzy)
- Glenn Tipton (Judas Priest)
- Richie Faulkner (Judas Priest)
- Vivian Campbell (Def Leppard)
- Alexi Laiho (Children of Bodom)
- Roope Latvala (Children of Bodom)
- Herman Frank (Accept)
- Wolf Hoffmann (Accept)
- Oscar Dronjak (HammerFall)
- Abbath (Immortal (skupina))
- Michael Romeo (Symphony X)
- Luca Turilli (Luca Turilli (skupina))
- Ihsahn (Emperor)
- Takayoshi Ohmura (BABYMETAL)

## Aktuální modely zesilovačů

### Signature modely

#### Ritchie Blackmore Signature E650
Model Blackmore je 2kanálový lampový zesilovač o výkonu 100 nebo 150 W, který byl navržen pro kytaristu skupiny Blackmore's Night, Rainbow a zároveň bývalého kytaristu Deep Purple, Ritchieho Blackmora. Konstrukčně vychází z modelu Savage 120, je ovšem výrazně jednodušší. Zesilovač má dva kanály, z nichž každý má spínatelnou úroveň gainu (Lo/Hi, podobně jako model Screamer), v praxi se proto často říká, že je „pseudo-4kanálový“. Tento model disponuje paralelní efektovou smyčkou a dvěma úrovněmi hlasitosti, které lze přepínat pomocí nožního přepínače. Třípásmový ekvalizér je sdílený pro všechny kanály, k dispozici je i „Contour“ přepínač. V předzesilovači jsou 4 elektronky ECC83, v koncovém zesilovači pak 4 elektronky 5881 (ekvivalent 6L6GC), u 150W verze 4 elektronky 6550 (ekvivalent KT88).
Dlouhou dobu šlo o jediný „podepsaný“ model zesilovače, který firma ENGL vyráběla. Ironií osudu je, že dalším takovým modelem se stal Steve Morse Signature 100, tedy model kytaristy Steva Morse, který v Deep Purple nahradil právě Ritchieho Blackmora.
Existují i limitované edice tohoto aparátu: E652 Slow Hand Motion Limited Edition a E654 Slow Hand Limited Edition. E652 používá elektronky 6L6, model E654 potom elektronky EL34. Oba aparáty jsou vzhledem k drobným zásahům do návrhu mírně zvukově odlišné od modelu E650.

#### Steve Morse Signature E656
Model Steve Morse je 3kanálový lampový zesilovač o výkonu 100 W, který byl navržen pro kytaristu skupiny Deep Purple, Steva Morse. Konstrukčně vychází z modelu Invader, ovšem místo dvou high-gain kanálů má jeden univerzální kanál. Každý ze tří kanálů má separátní ekvalizér, třetí (Lead) kanál pak dokonce s přepínatelnými středovými pásmy (středové frekvence lze korigovat potenciometry Low Mid 1, Low Mid 2, High Mid 1, High Mid 2). Mezi další funkce patří nastavitelná šumová brána (noise-gate), dvě programovatelné paralelní efektové smyčky (spínatelné pomocí MIDI rozhraní), výstup pro ladičku, elektronická ochrana elektronek Electronic Tube Protection a detekce poruchy elektronky. V předzesilovači jsou 4 elektronky ECC83, v koncovém zesilovači pak 4 elektronky EL34.

#### Victor Smolski Limited E646
Model Victor Smolski Limited je 4kanálový lampový zesilovač o výkonu 100 W, který byl navržen pro kytaristu skupiny Rage, Victora Smolského. Konstrukčně vychází z modelu Powerball II, oproti kterému má větší rozsah gainu na zkresleném kanálu a speciální šasí s potahem z hadí kůže. Technické specifikace a funkce jsou jinak totožné s modelem ENGL Powerball II E645/2.

### Běžné modely

#### Classic E350, E355 a E358
Model Classic se vyrábí ve třech variantách: Head E355 C, Combo E350 C a Combo E358 C. Všechny modely mají společný výkon 5 0W a dva kanály s vlastním nastavením gainu a hlasitosti. Jde o aparát, který (na rozdíl od většiny ostatní produkce firmy ENGL) má zvuk evokující tzv. vintage aparáty (tj. aparáty ze 60. a 70. let). Je vybaven efektovou smyčkou.
Jednotlivé modely se liší následovně: Head E355 C je pouze samostatný zesilovač („hlava“), kdežto modely označené jako Combo jsou tzv. komba, tedy včetně reproduktorů. Model E358 C disponuje dvojicí 12" reproduktorů, model E350 C pak dvojicí 10" reproduktorů.

#### Fireball E625
Model Fireball E625 je 2kanálový lampový zesilovač o výkonu 60 W. Tento model nabízí pouze nejzákladnější funkce, ale je vybaven zkresleným kanálem, který je svým zvukem typický pro firmu ENGL. Třípásmový ekvalizér i gain je sdílený pro oba kanály, což může znesnadnit vyladění zvuku obou kanálů. Díky své přímočarosti a jednoduchosti si ovšem našel mnoho příznivců. V předzesilovači jsou 4 elektronky ECC83, v koncovém zesilovači pak dvě elektronky 6L6GC. Existují dvě verze tohoto zesilovače, které se však liší pouze šasím: starší model má stříbrný přední panel, novější model černý.

#### Fireball 100 E635
Model Fireball 100 E635 je vylepšeným modelem E625. Oproti svému předchůdci disponuje přepínači „Midrange Boost“ (posílení středových frekvencí) a „Bottom“ (zvýraznění (sub)basových frekvencí), odděleným nastavením gainu (což byl jeden z hlavních terčů kritiky předchozího modelu) a výkonem 100 W (díky 4 elektronkám 6L6GC). 100W verze má navíc i systém Power Tube Monitor, který pomocí LED indikátoru upozorní na špatnou kondici některé z koncových elektronek. Vzhledem ke svým funkcím a možnostem jde o model, který je určen převážně pro hráče extrémního metalu.

#### Invader 100 E642 a Invader 150 E640
Model Invader je 4kanálový lampový zesilovač o výkonu 100 nebo 150 W. Jde o jeden ze složitějších modelů z portfolia ENGL: Kromě 4 zcela oddělených kanálů (samostatný gain, třípásmový ekvalizér a hlasitost) nabízí dvě úrovně gainu pro každý kanál, nastavitelnou šumovou bránu (noise-gate), dvě programovatelné paralelní efektové smyčky (spínatelné pomocí MIDI rozhraní), výstup pro ladičku a elektronickou ochranu elektronek Electronic Tube Protection.
Tento zesilovač se tradičnímu schématu vymyká i tím, že jednotlivé kanály nejsou seřazeny podle míry zkreslení, ale disponují různým charakterem zvuku. Z každého kanálu tak lze získat celou paletu zvuků (od čistého až po high-gain) s různou strukturou zkreslení a celkovým charakterem.
V předzesilovači jsou 4 elektronky ECC83, v koncovém zesilovači pak 4 elektronky EL34 (E642) nebo 6 elektronek EL34 (E640).

#### Savage 120 E610
Model Savage 120 je 4kanálový lampový zesilovač o výkonu 120 W, který posloužil jako předloha pro model Ritchie Blackmore Signature. Ve výbavě tohoto modelu najdeme 4 kanály, z nichž vždy dva sdílí třípásmový ekvalizér. Kromě množství přepínačů a potenciometrů, kterými je možné zvuk dolaďovat a měnit charakter zkreslení, jsou k dispozici dva přepínatelné hlavní ovladače hlasitosti, dvě programovatelné paralelní efektové smyčky (spínatelné pomocí MIDI rozhraní). V předzesilovači najdeme 6 elektronek ECC83, v koncovém zesilovači pak 2 elektronky KT88 (ekvivalent 6550).

## Již nevyráběné modely
- Powerball E645
- Savage 60
- Savage Special Edition E660
- Sovereign 50 E730 a Sovereign 100 E740
- Tube Poweramp E830 a Poweramp E920
- Tube Preamp E520 a Poweramp E620
- Tube Rackhead E860
- Straight 50 E403
- Straight 100 E404
- Dikitalamp E101